# Rusdi Suparman
Rusdi Suparman (27 gennaio 1973) è un ex calciatore malese, di ruolo attaccante.

## Carriera

### Club
Gioca per 11 anni, dal 1993 al 2004, al Selangor. Nel 2005 gioca al Melaka.

### Nazionale
Gioca dal 1996 al 2001 con la Nazionale malese.

## Palmarès

### Club

#### Competizioni nazionali
- Malaysia Super League: 1

Selangor: 2000
- Malaysia Premier League: 1

Selangor: 1993
- Coppa di Malesia: 5

Selangor: 1995, 1996, 1997, 2002, 2005
- Supercoppa di Malesia: 3

Selangor: 1996, 1997, 2002